# HD 8949
HD 8949，又名BD+07 213，SAO 109907、HR 426，是一颗恒星，视星等为6.2，位于銀經138.54，銀緯-53.79，其B1900.0坐标为赤經1h 23m 8.2s，赤緯+7° -53.79′ 36″。